# Manuel Alonso Corral
De voormalig advocaat Manuel Alonso Corral (Badajoz, 1934 - Utrera, 15 juli 2011) was sinds 26 maart 2005 paus van de Palmariaans-Katholieke Kerk, een afsplitsing van de Rooms-Katholieke Kerk, die in 1975 werd gesticht door Clemente Domínguez y Gómez. Hij volgde deze Domínguez y Gómez op, die van 1978 tot zijn dood in 2005 paus van deze Kerk was.
Corral nam hierbij de naam Petrus II aan. Overigens claimde Petrus II heerser te zijn over de volledige katholieke kerk, en beschouwde hij zelf de huidige paus in Rome als een tegenpaus.
Met de keuze voor de naam Petrus II wilde Corral ook aanduiden dat hij zich - naar de profetie van abt Malachias - als de laatste (Palmariaanse) paus van de menselijke geschiedenis beschouwde.
Na zijn dood werd hij opgevolgd door Sergio María, die de naam Gregorius XVIII koos.
Cursief: tegenpaus